# Canadian Elite Basketball League 2024
La stagione CEBL 2024 fu la sesta della Canadian Elite Basketball League. Parteciparono 10 squadre in due gironi.

## Squadre partecipanti

### Eastern Conference
- Brampton Badgers
- Montreal Alliance
- Niagara River Lions
- Ottawa Blackjacks
- Scarborough S. Stars

### Western Conference
- Calgary Surge
- Edmonton Stingers
- Saskatchewan Rattl.
- Vancouver Bandits
- Winnipeg Sea Bears

## Classifica

### Western Conference
| Squadra             | V  | P  | PCT  | GB |
| ------------------- | -- | -- | ---- | -- |
| Vancouver Bandits   | 14 | 6  | 70,0 | -  |
| Edmonton Stingers   | 13 | 7  | 65,0 | 1  |
| Calgary Surge       | 11 | 9  | 55,0 | 3  |
| Winnipeg Sea Bears  | 9  | 11 | 45,0 | 5  |
| Saskatchewan Rattl. | 6  | 14 | 30,0 | 8  |

### Eastern Conference
| Squadra              | V  | P  | PCT  | GB |
| -------------------- | -- | -- | ---- | -- |
| Niagara River Lions  | 14 | 6  | 70,0 | -  |
| Scarborough S. Stars | 12 | 8  | 60,0 | 2  |
| Ottawa Blackjacks    | 9  | 11 | 45,0 | 5  |
| Brampton Badgers     | 6  | 14 | 30,0 | 8  |
| Montreal Alliance    | 6  | 14 | 30,0 | 8  |

## Playoff

### Tabellone
|  | Quarti di finale | Quarti di finale | Quarti di finale |           |         | Semifinali | Semifinali | Semifinali |  |  | Finale CEBL | Finale CEBL | Finale CEBL |  |
|  |                  |                  |                  |           |         |            |            |            |  |  |             |             |             |  |
|  |                  |                  |                  |           |         | Niagara    | Niagara    | 78         |  |  |             |             |             |  |
|  |                  |                  |                  |           |         | Niagara    | Niagara    | 78         |  |  |             |             |             |  |
|  |                  |                  | Montreal         | Montreal  | 75      |            |            |            |  |  |             |             |             |  |
|  | Niagara          | Niagara          | Montreal         | Montreal  | 75      | 94         |            |            |  |  |             |             |             |  |
|  | Niagara          | Niagara          |                  |           |         |            |            |            |  |  |             |             |             |  |
|  | Ottawa           | Ottawa           | 91               |           |         |            |            |            |  |  |             |             |             |  |
|  | Ottawa           | Ottawa           | 91               |           | Niagara | Niagara    | 97         |            |  |  |             |             |             |  |
|  |                  |                  |                  |           |         |            |            |            |  |  |             |             |             |  |
|  |                  |                  | Vancouver        | Vancouver | 95      |            |            |            |  |  |             |             |             |  |
|  |                  |                  |                  | Vancouver | 95      |            |            |            |  |  |             |             |             |  |
|  |                  |                  |                  |           |         |            |            |            |  |  |             |             |             |  |
|  |                  |                  |                  |           |         |            |            |            |  |  |             |             |             |  |
|  |                  | Vancouver        | Vancouver        | 89        |         |            |            |            |  |  |             |             |             |  |
|  |                  |                  |                  | 89        |         |            |            |            |  |  |             |             |             |  |
|  |                  |                  | Calgary          | Calgary   | 87      |            |            |            |  |  |             |             |             |  |
|  | Edmonton         | Edmonton         | Calgary          | Calgary   | 87      | 69         |            |            |  |  |             |             |             |  |
|  | Edmonton         | Edmonton         |                  |           |         |            |            |            |  |  |             |             |             |  |
|  | Calgary          | Calgary          | 78               |           |         |            |            |            |  |  |             |             |             |  |

### Play-In
| Scarborough 2 agosto 2024, ore 19:00                     | Scarborough S. Stars | 73 – 90 (31-18, 12-17, 19-27, 11-28) | Ottawa Blackjacks | Toronto Pan Am Sports Centre (1.622 spett.) |
| \| \| \| \| \| Best, Williams 17 \| Punti \| 22 Moore \| |                      |                                      |                   |                                             |
|                                                          |                      |                                      |                   |                                             |
| Best, Williams 17                                        | Punti                | 22 Moore                             |                   |                                             |

| Calgary 2 agosto 2024, ore 19:30               | Calgary Surge | 84 – 82 (28-12, 18-24, 20-22, 18-24) | Winnipeg Sea Bears | WinSport Event Centre (2.574 spett.) |
| \| \| \| \| \| Kamba 27 \| Punti \| 23 Akot \| |               |                                      |                    |                                      |
|                                                |               |                                      |                    |                                      |
| Kamba 27                                       | Punti         | 23 Akot                              |                    |                                      |

### Quarti di finale
| St. Catharines 4 agosto 2024, ore 17:30           | Niagara River Lions | 94 – 91 (28-19, 21-29, 18-29, 27-14) | Ottawa Blackjacks | Meridian Centre (4.004 spett.) |
| \| \| \| \| \| Ahmad 23 \| Punti \| 19 Givance \| |                     |                                      |                   |                                |
|                                                   |                     |                                      |                   |                                |
| Ahmad 23                                          | Punti               | 19 Givance                           |                   |                                |

| Edmonton 4 agosto 2024, ore 18:00                       | Edmonton Stingers | 69 – 78 (21-22, 18-17, 18-24, 15-15) | Calgary Surge | Edmonton Expo Centre (3.800 spett.) |
| \| \| \| \| \| Evans III 13 \| Punti \| 22 Davis Jr. \| |                   |                                      |               |                                     |
|                                                         |                   |                                      |               |                                     |
| Evans III 13                                            | Punti             | 22 Davis Jr.                         |               |                                     |

### Semifinali
| Montreal 9 agosto 2024, ore 17:30                   | Vancouver Bandits | 89 – 87 (20-23, 27-18, 23-26, 19-20) | Calgary Surge | Verdun Auditorium (3.500 spett.) |
| \| \| \| \| \| Creek 27 \| Punti \| 23 Davis Jr. \| |                   |                                      |               |                                  |
|                                                     |                   |                                      |               |                                  |
| Creek 27                                            | Punti             | 23 Davis Jr.                         |               |                                  |

| Montreal 9 agosto 2024, ore 20:00              | Niagara River Lions | 78 – 75 (16-11, 22-25, 16-23, 24-16) | Montreal Alliance | Verdun Auditorium (3.500 spett.) |
| \| \| \| \| \| Ahmad 31 \| Punti \| 14 Hill \| |                     |                                      |                   |                                  |
|                                                |                     |                                      |                   |                                  |
| Ahmad 31                                       | Punti               | 14 Hill                              |                   |                                  |

### Finale CEBL
| Montreal 11 agosto 2024, ore 18:00             | Vancouver Bandits | 95 – 97 (20-23, 26-21, 16-27, 33-26) | Niagara River Lions | Verdun Auditorium (3.031 spett.) |
| \| \| \| \| \| Creek 26 \| Punti \| 25 Cayo \| |                   |                                      |                     |                                  |
|                                                |                   |                                      |                     |                                  |
| Creek 26                                       | Punti             | 25 Cayo                              |                     |                                  |

## Vincitore
| Campione CEBL 2024              |
| ------------------------------- |
| Niagara River Lions (1º titolo) |

## Statistiche
| Categoria             | Giocatore             | Squadra                    | Stat  |
| --------------------- | --------------------- | -------------------------- | ----- |
| Punti per gara        | Justin Wright-Foreman | Winnipeg Sea Bears         | 26,3  |
| Rimbalzi per gara     | Chris Smith           | Montreal Alliance          | 8,8   |
| Assist per gara       | Tazé Moore            | Vancouver Bandits          | 7,3   |
| Palle rubate per gara | Lloyd Pandi           | Ottawa Blackjacks          | 2,3   |
| Stoppate per gara     | Byron Mullens         | Winnipeg Sea Bears         | 1,8   |
| Percentuale dal campo | Nick Ongenda          | Scarborough Shooting Stars | 71,9% |
| Percentuale da 3      | Diego Maffia          | Vancouver Bandits          | 60,9% |

## Premi CEBL
- CEBL Most Valuable Player: Tazé Moore, Vancouver Bandits
- CEBL Coach of the Year: Kyle Julius, Vancouver Bandits
- CEBL Defensive Player of the Year: Lloyd Pandi, Ottawa Blackjacks
- CEBL Clutch Player of the Year: Tevin Brown, Ottawa Blackjacks, e Stefan Smith, Calgary Surge
- CEBL 6th man of the year: Aaryn Rai, Niagara River Lions
- CEBL Canadian Player of the Year: Koby McEwen, Vancouver Bandits
- CEBL U Sports Developmental Player of the Year: Simon Hildebrandt, Winnipeg Sea Bears
- CEBL Finals MVP: Khalil Ahmad, Niagara River Lions
- All-CEBL First Team
  - Nick Ward, Vancouver Bandits
  - Khalil Ahmad, Niagara River Lions
  - Cat Barber, Scarborough Shooting Stars
  - Tazé Moore, Vancouver Bandits
  - Justin Wright-Foreman, Winnipeg Sea Bears
- All-CEBL Second Team
  - Chris Smith, Montreal Alliance
  - Teddy Allen, Winnipeg Sea Bears / Saskatchewan Rattlers
  - Jahvon Blair, Niagara River Lions
  - Jalen Harris, Saskatchewan Rattlers
  - Koby McEwen, Vancouver Bandits
- All-CEBL Canadian Team
  - Brody Clarke, Edmonton Stingers
  - Sean Miller-Moore, Calgary Surge
  - Koby McEwen, Vancouver Bandits
  - Jahvon Blair, Niagara River Lions
  - Mathieu Kamba, Calgary Surge